# Tullio De Mauro

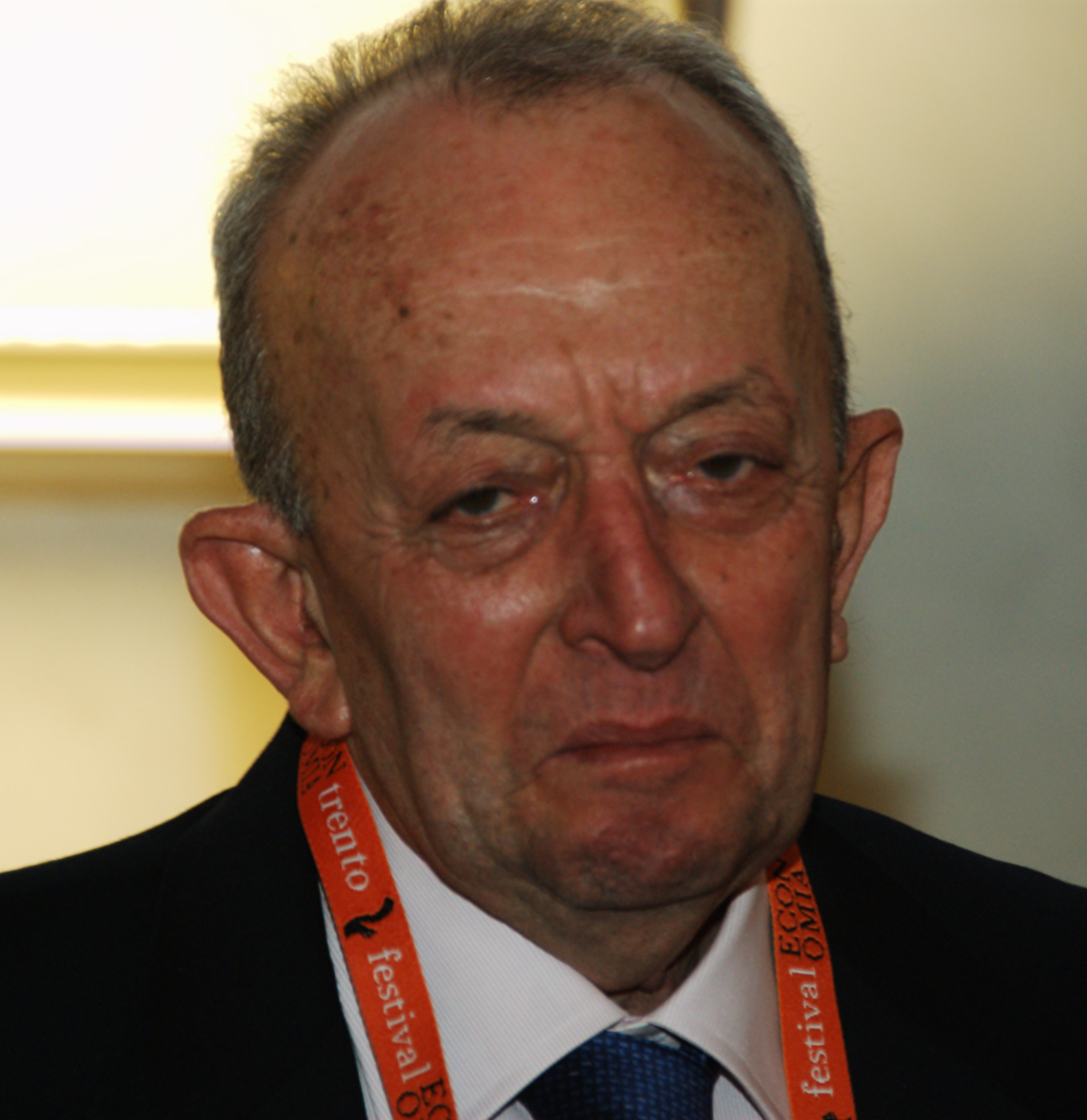
Tullio De Mauro (2007) am Trienter Wirtschaft Festival.

Tullio De Mauro (* 31. März 1932 in Torre Annunziata; † 5. Januar 2017 in Rom) war ein italienischer Linguist, Lexikograf, Übersetzer sowie parteiloser Politiker. Im Kabinett Amato II hatte er den Posten des italienischen Bildungsministers inne.

## Leben
Tullio de Mauro besuchte in Rom die Schule und studierte an der dortigen Universität La Sapienza, wo er Schüler von Antonino Pagliaro war. 1963 veröffentlichte er mit  Storia linguistica dell'Italia unita sein erstes Buch, 1967 veröffentlichte er seine italienische Übersetzung von Ferdinand de Saussures Cours de linguistique générale.
1975 wurde De Mauro in das Regionalrat von Latium gewählt. Er war vom 25. April 2000 bis zum 11. Juni 2001 unter Giuliano Amato Bildungsminister. Er unterrichtete an der geisteswissenschaftlichen Fakultät der Universität in Rom und war Mitglied der Accademia della Crusca und der Accademia Nazionale dei Lincei sowie seit 1989 der Academia Europaea.
De Mauro starb im Alter von 84 Jahren.
Sein älterer Bruder war der Journalist Mauro De Mauro, der 1970 aufgrund seiner Berichterstattung von Mitgliedern der Mafia ermordet wurde.

## Auszeichnungen
- 2010: Ehrendoktorwürde der Universität Paris III
- 2009: Ehrendoktorwürde der Universität Bukarest
- 2008: Ehrendoktorwürde der Waseda-Universität
- 1. Juni 2007: Medaglia ai benemeriti della cultura e dell'arte
- 2005: Ehrendoktorwürde der École normale supérieure de Lyon
- 11. Juni 2001: Großkreuz des Verdienstordens der Italienischen Republik
- 1999: Ehrendoktorwürde der Katholieke Universiteit Leuven
- 2. Mai 1996: Großoffizier des Verdienstordens der Italienischen Republik

## Werke (Auswahl)
- Storia linguistica d'Italia unita. 1963
- Ludwig Wittgenstein: His Place in the Development of Semantics. Reidel, Dordrecht 1967, ISBN 90-277-0029-X.
- Einführung in die Semantik. Niemeyer, Tübingen 1982, ISBN 3-484-22027-9.